# Толстой, Николай Ильич
Граф Никола́й Ильи́ч Толсто́й (26 июня 1794 — 21 июня 1837, Тула) — русский офицер из рода Толстых, отец писателя Льва Толстого.

## Биография
Единственный достигший совершеннолетия сын графа Ильи Андреевича Толстого, казанского губернатора, и его жены Пелагеи Николаевны, урождённой княжны Горчаковой, от которой унаследовал имение Никольское-Вяземское. С 6 лет был зачислен на гражданскую службу. К 16 годам он имел чин коллежского регистратора. В 17 лет перевёлся на военную службу.
В чине корнета Иркутского гусарского полка Николай Толстой принимал участие в войне 1812 года и в заграничных походах (в чине поручика). Участвовал в сражениях за Дрезден и Лейпциг и был награждён орденом Св. Владимира 4-й степени с бантом и чином штабс-ротмистра. В 1814 году попал к французам в плен у Сент-Обена, откуда освободился только по окончании кампании. По возвращении в Россию 8 августа 1814 года был переведен в Кавалергардский полк и назначен адъютантом к генерал-лейтенанту А. И. Горчакову. В 1817 году в чине майора переведён в гусарский принца Оранского полк.
Вышел в отставку в 1824 году в чине полковника. Весело проведя молодость, он проиграл огромные деньги и совершенно расстроил свои дела.
Одно время граф Толстой был влюблён в свою троюродную сестру Татьяну Ергольскую, которая, оставшись сиротой, была воспитана с ним в одном доме, однако не спешила связать себя узами брака, надеясь, что Николай найдёт более богатую и выгодную партию. Чтобы привести свои расстроенные дела в порядок, Николай Толстой, как и Николай Ростов, женился 9 июля 1822 года на некрасивой и уже не очень молодой княжне Марии Николаевне Волконской, наследнице имения Ясная Поляна. Осенью 1824 года он закончил возведение в этом имении усадебного дома. В 1829 году выкупил проданное за долги Никольское-Вяземское, продав московский дом жены. Ещё через год овдовел. Соседка, ухаживавшая за графиней Толстой на смертном одре, писала:
Скорбь графа основана скорее на сознании, чем на чувстве. Этому он обязан спокойствием, которое радовало его семью. Тем не менее можно сказать, что в продолжение восьми лет совместной жизни она была с ним счастлива. Теперь он её искренне жалел и исполнил по отношению к ней долг доброго христианина.

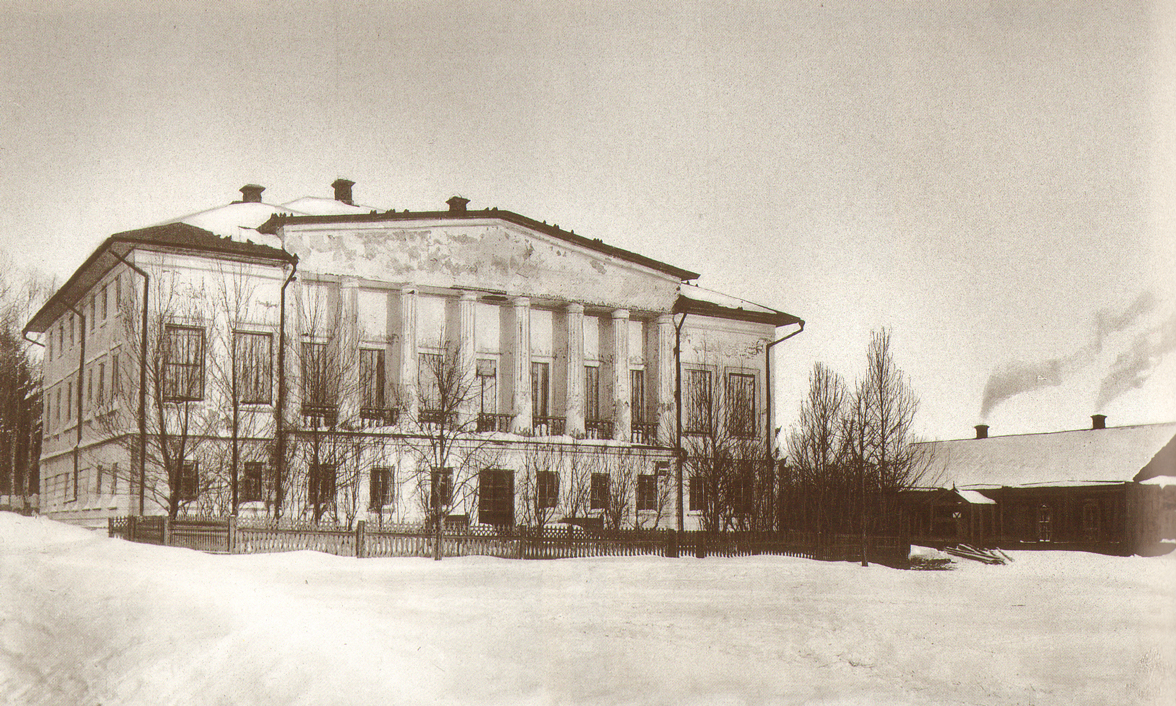
Из-за недостатка средств над каменным этажом яснополянского дома, построенным его тестем Волконским, граф Толстой возвёл этажи деревянные и даже неоштукатуренные.

У супругов Толстых было четыре сына и дочь:
- Николай (1823—1860), скончался от чахотки
- Сергей (1826—1904), окончил математическое отделение философского факультета Казанского университета, страстный охотник, женат на цыганке Марии Шишкиной, 11 детей, из которых 7 умерло в детском возрасте
- Дмитрий (1827—1856), окончил математический факультет Казанского университета, скончался от чахотки
- Лев (1828—1910) — будущий классик русской литературы
- Мария (1830—1912), 4 детей от брака и одна внебрачная дочь

После смерти матери их воспитанием занималась Татьяна Ергольская. Она записала 16 августа 1836 года:
Сегодня Николай сделал мне странное предложение — выйти за него замуж, заменить мать его детям и никогда их не оставлять. Я отказала в первом предложении, но обещалась исполнять второе до самой смерти.
После получения наследства от двоюродной сестры, жены сенатора Л. А. Перовского, Николаю Ильичу удалось поправить своё финансовое положение и даже купить несколько деревень. В 1836 году он строит в Никольском-Вяземском каменную церковь. Летом следующего года, поехав по делам в Тулу, граф Николай Толстой потерял сознание, когда шёл по улице, и скоропостижно скончался от «кровяного удара». Похоронен на Кочаковском кладбище. Мать пережила его всего на год.
Послужил прототипом Николая Ильича Ростова, героя «Войны и мира», основные моменты совпадения биографий: военная служба, отставка, женитьба на богатой невесте с целью спастись от разорения, рачительное хозяйствование и в итоге финансовый успех. Описание внешности, манер и привычек Николая Ростова, красивого, порывистого, увлекающегося и доброго, но недостаточно глубокого человека, хорошего хозяина и семьянина во многом совпадают с описанием отца. В своих воспоминаниях Лев Николаевич упоминает, что у отца были «сангвиническая красная шея», «бодрый быстрый шаг», «бодрый, ласковый голос», «добрые, красивые глаза», «грациозные, мужественные движения».